# Litle Raunøyna
Litle Raunøyna est une île dans le landskap Sunnhordland du comté de Vestland. Elle appartient administrativement à Øygarden.

## Géographie
Rocheuse et désertique, à l'est de Raunøyna, elle s'étend sur environ 206 m de longueur pour une largeur approximative de 98 m.